# Cirroctopus
Cirroctopus is een geslacht van weekdieren uit de  familie van de Cirroctopodidae.

## Soorten
- Cirroctopus antarcticus (Kubodera & Okutani, 1986)
- Cirroctopus glacialis (Robson, 1930)
- Cirroctopus hochbergi O'Shea, 1999
- Cirroctopus mawsoni (Berry, 1917)